# Gorzelnictwo
Gorzelnictwo – przemysłowa produkcja spirytusu surowego w gorzelniach. Alkoholowa fermentacja surowców węglowodanowych (ziemniaki, zboże, owoce) i destylacyjne oddzielanie spirytusu.
W zależności od stosowanego surowca rozróżnia się: gorzelnictwo rolnicze, gorzelnictwo przemysłowe i gorzelnictwo owocowe.